# Göteborgs stav
Göteborgs stav är en regional organisation (stav) inom Jesu Kristi Kyrka av Sista Dagars Heliga, som omfattar församlingar i Jönköpings, Värmlands och Västra Götalands län.
Göteborgs stav betjänas av Templet i Stockholm.

## Lista över församlingar och grenar
Listan är hämtad från samfundets egen webbsida.
- Alingsås församling
- Borås församling
- Jönköpings församling
- Karlstads gren
- Kungsbacka församling
- Skövde gren
- Trollhättan församling
- Utbys församling
- Västra Frölunda församling